# Pactisme
Le pactisme est un concept politique où différentes entités règlent le partage du pouvoir à l'échelle d'un État par des accords entre elles. Il a été formalisé par Hume et Ferguson au XVIIIe siècle.
Dans la couronne d'Aragon médiévale, le pactisme organise toutes les relations entre le monarque et l'oligarchie. Le pouvoir du roi est limité par des pactes édictés avec les Bras (haute noblesse, petite noblesse, clergé et les représentants des villes) qui vont structurer ses décisions tant sur le plan militaire, économique que juridique. Ce système de monarchie contractuelle se maintiendra jusqu'à la fin du Moyen Âge.
De façon similaire, les relations entre les souverains français François Ier et Louis XIV et les États des différentes provinces du royaume peuvent relever du pactisme. Le concept est aussi appliqué à la construction de la confédération canadienne.